# Petri Jalava
Petri Jalava (Turku, 14 giugno 1976) è un ex calciatore finlandese, di ruolo difensore.

## Carriera

### Club
Jalava cominciò la carriera con la maglia del TPS, per poi passare in prestito agli svedesi dell'IFK Mora. Ritornato al TPS, vi restò fino al 1999, quando passò all'Åbo IFK. Nel 2000, tornò ancora al TPS. L'anno seguente, fu ingaggiato dai norvegesi del Nybergsund-Trysil, dove rimase per un biennio. Nel 2003 tornò in Finlandia, per giocare nel RoPS. Nel 2007 vestì la casacca del Viikingit, per poi chiudere la carriera l'anno dopo, al PK-35.